# Germany’s Next Topmodel/Staffel 18
Die 18. Staffel der deutschen Castingshow Germany’s Next Topmodel wurde vom 16. Februar 2023 bis zum 15. Juni 2023 auf dem Privatsender ProSieben ausgestrahlt.

## Hintergrund
Aus über 7.000 Bewerberinnen wurden 35 Frauen für die diesjährige Staffel ausgewählt, wobei 29 von ihnen direkt bei Staffelbeginn mitwirkten, die restlichen sechs Bewerberinnen rückten in Folge 8 nach. Anders als in vorangegangenen Staffeln startet die diesjährige Ausgabe direkt in Los Angeles. Wie in den letzten Jahren gibt es pro Folge eine oder mehrere Gastjuroren.

## Zusammenfassung
Die Auftaktfolge fand direkt in Los Angeles, Vereinigte Staaten statt. Die Teilnehmerinnen mussten in einer Modenschau für Peter Dundas überzeugen. Gastjuroren in dieser Folge waren zum einen Designer Peter Dundas und als zweites Topmodel Winnie Harlow.
In Folge 2 war der Einzug in die bekannten Model-Villa in den Beverly Hills. Das Fotoshooting fand dieses Mal im Pool der Villa statt, wo Heidi Klum persönlich die Fotografin war. Der Entscheidungswalk sollte ursprünglich am Venice Beach stattfinden, zusammen mit Gastjurorin Elsa Hosk. Durch ein Unwetter wurde die Entscheidung aber frühzeitig abgebrochen und keiner musste die Show verlassen.
In Folge 3 "Express Yourself" war die Hauptaufgabe ein Videodreh zusammen mit Rankin. Aufgrund eines positiven Corona-Tests musste Heidi Klum zuhause bleiben und wurde per Fernseher beim Entscheidungswalk zugeschaltet. Der Walk war in den 4 Jahreszeiten aufgeteilt, wo die Teilnehmerinnen pro Jahreszeit eine passende Pose präsentieren sollten.
In Folge 4 wurde ein Fotoshooting im Thema Alice im Wunderland von Brian Bowen Smith durchgeführt. Hauptaufgabe war dadurch, dass jede Kandidatin einen extravaganten Hut präsentieren mussten. Später folgte ein Laufsteg-Training mit Designer und zugleich Gastjuror Yannik Zamboni in der Modelvilla statt. Der Entscheidungswalk fand in der Los Angeles Union Station statt.
In Folge 5 war das bekannte Umstyling. Der Entscheidungswalk war aufgebaut wie ein Friseursalon. Die Teilnehmerinnen saßen unter einer Trockenhaube mit einer Zeitung vor dem Gesicht und mussten anschließend auf dem Laufsteg ihren neuen Look präsentieren. Laufsteg-Coach und Gastjurorin war Alessandra Ambrosio.
In Folge 6 fand das wichtige Sedcard-Shooting statt. Es wurde zusammen mit dem jährlichen Nackt-Shooting verbunden. Dabei posierten die Models erstmals obenrum nackt vor der Kamera. Sie präsentierten eine Tafel vor ihrem Körper, wo ihre Körpermaße drauf stand. Danach folgte das erste Casting für das Unterwäsche-Label Intimissimi. Kandidatin Ida Kulis konnte sich gegen alle anderen Teilnehmerinnen durchsetzen und bekam den Modeljob. Beim Entscheidungswalk mussten die Kandidatinnen ein Modequiz absolvieren. Sie trugen Capes mit jeweils einem Buchstaben darauf und sollten sich so positionieren, dass die richtige Antwort auf eine zuvor gestellte Frage erscheint. Gastjurorin war Rebecca Mir.
In Folge 7 war das Thema Marilyn Monroe. Für einen Videodreh schlüpften die Kandidatinnen in die Rolle von Monroe und verkörperten die legendäre Schauspielerin im Film Blondinen bevorzugt. Bei einem Tanz-Training lernten sie die Choreografie für ihren späteren Auftritt. Als es dann darum ging, vor der Kamera zu performen, ergaben sich neue Herausforderungen: Die Kandidatinnen mussten eine Treppe meistern und spontan mit den Elevator Boys performen. Zugleich waren die Jungs die Gastjuroren zusammen mit Designer Christian Cowan. Die Kandidatinnen präsentierten die Kleider auf dem Laufsteg. Dieser war mit blinkenden LED-Lichtern ausgestattet, um den Models den Weg zu weisen.
Folge 8 sah sechs Nachrückerinnen, davon fünf Best Ager Models. Sie mussten das Sedcard-Shooting sowie zwei verschiedene Laufstege meistern und zwei von ihnen danach sofort wieder gehen. Beim Entscheidungswalk „Crazy Walk“ mussten die Models in einem direkten Duell einen Laufsteg laufen. Die Hauptaufgabe war es, extravagante und ausgefallene Posen zu präsentieren. Gastjurorin und Laufstegcoach war Coco Rocha.
In Folge 9 fand ein Shooting am Venice Beach in einem riesigen Greifarm-Automat mit Fotografin Sheryl Nields statt. Danach folgte wieder ein Laufsteg-Training in der Modelvilla zusammen mit Gastjurorin Nikeata Thompson. Am Venice Beach wurde der Entscheidungswalk von Folge 2 nachgeholt. Die Kleider waren inspiriert von dem legendären Versace-Jungle Dress.
In Folge 10 gab es das Interview-Training zusammen mit Claudia von Brauchitsch. Danach folgte ein Gruppengespräch mit Heidi Klum, Alex Mariah Peter und einer Psychologin zur Aufklärung, wie stark Cyber-Mobbing vorkommen kann und welche Auswirkungen es auf einen hat. Es folgte ein Casting für das Beauty-Produkte Label Yeauty. Kandidatin Selma May konnte am meisten überzeugen und bekam den Job. Der Entscheidungswalk war in Kleidern aus Comics inspiriert. Ashley Graham war Gastjurorin und Laufstegcoach.
In Folge 11 ging es auf die Berlin Fashion Week. Es gab ein Casting für den Designer Kilian Kerner. Den Laufstegjob bekamen die Kandidatinnen Nicole Reitbauer und Nina Kablitz. Ein weiteres Casting folgte für NÈONAIL, einem Nagellackhersteller. Diesen Job bekam Kandidatin Olivia Therese Hounkpati. Das letzte Casting der Woche fand wieder in Los Angeles statt. Der Kunde ZOÉ LU, ein Handtaschenhersteller, entschied sich nachdem Casting für die Kandidatin Ida Kulis, als Model für die neue Kampagne. Zum Abschluss folgte der Entscheidungswalk in einem Hangar, wo die restlichen Kandidatinnen in einem Bällebad laufen mussten. Gastjuroren waren Designer Kilian Kerner und Modejournalistin Anna Dello Russo.
In Folge 12 gab es ein Gruppenshooting, wo die Models in verschiedenen Musikgenren gekleidet wurden. Die Idee kam von Gastjuror und Creative Director Thomas Hayo. Danach folgte ein Casting für die Emmi AG. Kandidatin Selma May konnte am meisten überzeugen und bekam den Modeljob. Der Entscheidungswalk fand in Outfits von The Blonds statt.
In Folge 13 fand das Shooting in einem Penthouse statt. Die Models präsentierten sich als reiche Partygirls umzingelt von Shoppingtüten, Geldscheinen und Schmuck. Fotograf war Yu Tsai. Die Überraschung war, dass am Ende des Shootings, jeweils ein Familienmitglied oder Freund der Kandidatinnen ins Bild kam. Die Familienmitglieder und Freunde der Kandidatinnen waren zugleich auch die Zuschauer beim Entscheidungswalk. Die Models präsentierten Ballkleider, während Angelina Jordan für Musik sorgte. Gastjurorin war Sofía Vergara.
In Folge 14 ging es auf einem Road Trip durch die kalifornische Wüste. Währenddessen fand das letzte Casting in Düsseldorf für Peek & Cloppenburg statt. Kandidatin Selma May ergatterte auch diesen Job und war damit die Spitzenreiterin der Staffel mit 3 Modeljobs. Die Top 10 absolvierte ein Shooting mit Kristian Schuller. Dabei mussten die Models in bunten Farben mit großen Bällen performen. Der Entscheidungswalk fand in einer Wüstenstadt statt. Gastjuroren waren Designerin Esther Perbandt und Supermodel Karolína Kurková.
In Folge 15 ging es nach Las Vegas, Nevada. Dort fand ein Unterwasser-Shooting statt. Danach gingen die Models mit Heidi zusammen in einen Nachtclub, wo DJ Tiësto Musik spielte. Der Entscheidungswalk fand auf einem Parkplatz statt. Die neun verbliebenen Models mussten auf einem fahrenden Lastkraftwagen laufen. Gastjurorin war Stefanie Giesinger.
In Folge 16 fand das Cover-Shooting für die Harper’s Bazaar in der Wüste statt. Die Models trugen Luxusdesignerkleidung, unter anderem von Valentino, Miu Miu oder Stella McCartney. Zum Abschluss der Folge mussten die Kandidatinnen eine Dragqueen-Show vor Publikum präsentieren. Gastjurorin war die Chef-Redakteurin der Harpers Bazaar Germany Kerstin Schneider.
In Folge 17 und zugleich dem Halbfinale der Staffel gab es ein Manege-Shooting mit Max Montgomery. Die Schwierigkeit war, dass sich die sechs letzten Models auf einem Trapez bewegen mussten. Sobald aber ein Model ins Wasser fiel, war das Shooting vorbei. In einem Beachclub fand der letzte Walk statt. Die Teilnehmerinnen präsentierten die Kleider von Philipp Plein. Gastjuroren waren Designer Philipp Plein und Supermodel Elle Macpherson. Ins Finale kamen die Kandidatinnen Selma May, Olivia Therese Hounkpati, Somajia Ali, Nicole Reitbauer und Vivien Blotzki.
In Folge 18 und zugleich dem Finale der 18. Staffel wurde Vivien Blotzki als Siegerin gekürt. Sie ist die erste Gewinnerin der Castingshow, die ohne einen Modeljob während der Staffel als Siegerin hervorging.
| Folge | Modeljob für | Kurzbeschreibung   |
| ----- | ------------ | ------------------ |
| 6     | Ida          | Intimissimi        |
| 10    | Selma        | Yeauty             |
| 11    | Nicole Nina  | Kilian Kerner      |
| 11    | Olivia       | NÉONAIL            |
| 11    | Ida          | ZOÉ LU             |
| 12    | Selma        | Emmi AG            |
| 14    | Selma        | Peek & Cloppenburg |

## Teilnehmerinnen
| Finalistinnen der 18. Staffel *                           | Finalistinnen der 18. Staffel * | Finalistinnen der 18. Staffel * | Finalistinnen der 18. Staffel * | Finalistinnen der 18. Staffel *             |
| Teilnehmerin                                              | Platz                           | Alter                           | Wohnort                         | Beruf                                       |
| --------------------------------------------------------- | ------------------------------- | ------------------------------- | ------------------------------- | ------------------------------------------- |
| Vivien Blotzki                                            | 1                               | 22                              | Koblenz                         | Auszubildende (Kauffrau im Einzelhandel)    |
| Somajia Ali                                               | 2                               | 21                              | Bielefeld                       | Kauffrau im Einzelhandel                    |
| Olivia Therese Hounkpati                                  | 3                               | 22                              | Hamburg                         | Studentin (BWL)                             |
| Selma May Schröder                                        | 4                               | 18                              | Berlin                          | Abiturientin                                |
| Nicole Reitbauer***                                       | 5                               | 49                              | Offenbach am Main               | Hausfrau                                    |
| 0 Endrundenteilnehmerinnen der 18. Staffel *              |                                 |                                 |                                 |                                             |
| Coco Clever                                               | 6                               | 20                              | München                         |                                             |
| Frideriki „Ida“ Kulis                                     | 7                               | 23                              | Köln                            |                                             |
| Anna-Maria Fuhrmann                                       | 7                               | 24                              | Bochum                          | Biologin                                    |
| Katherine Markov                                          | 9                               | 20                              | Flensburg                       | Abiturientin                                |
| Mirella Janev                                             | 10                              | 20                              | Berlin                          | Sozialarbeiterin                            |
| Nina Kablitz                                              | 11                              | 22                              | Wetter (Ruhr)                   | Zoofachangestellte                          |
| Maike Lea Nitsch***                                       | 12                              | 23                              | Hanau                           | Studentin (Medizin), Model                  |
| Anna Celina „Cassy“ Cassau                                | 13                              | 23                              | Hamburg                         | Studentin                                   |
| Marielena Aponte***                                       | 13                              | 53                              | Frankfurt am Main               | Flugbegleiterin                             |
| Anya Elsner                                               | 16                              | 19                              | Berlin                          | Zahnmedizinische Fachangestellte            |
| Ina Aufenberg***                                          | 15                              | 44                              | Neuss                           | Mitarbeiterin einer IT-Firma                |
| Leona Kastrati                                            | 17                              | 21                              | Großheubach                     | Kauffrau im Groß- und Außenhandel           |
| Charlene Christian***                                     | 18                              | 52                              | Georgensgmünd                   | Yogalehrerin                                |
| Zuzel Palacio Calunga***                                  | 18                              | 50                              | Kissing                         | Kosmetikerin                                |
| Lara Ellen Rollhaus                                       | 20                              | 18                              | Aschbach                        |                                             |
| Elsa Latifaj                                              | 21                              | 18                              | Baden                           | Friseurin                                   |
| Jenita „Jülide“ Beganovic                                 | 22                              | 23                              | Paderborn                       | Studentin (Rechtswissenschaften)            |
| Tracy Candesh Baumgarten**                                | 23                              | 25                              | Essen                           | Medizinische Fachangestellte                |
| Sarah Benkhoff**                                          | 24                              | 20                              | Osnabrück                       | Friseurin                                   |
| Elizabeth Laetitia „Eliz“ Steingraf                       | 25                              | 21                              | München                         | Studentin (Jura)                            |
| Emilia Steitz                                             | 25                              | 19                              | Kelkheim (Taunus)               |                                             |
| Zoey Saflekou                                             | 25                              | 26                              | Kornwestheim                    | Studentin                                   |
| Juliette Schulz                                           | 28                              | 20                              | Bad Sobernheim                  | Auszubildende (Kauffrau für Büromanagement) |
| Melina Rath                                               | 28                              | 18                              | Linz                            | Bürokauffrau                                |
| Melissa Stoebke Carbonel                                  | 30                              | 19                              | Düsseldorf                      | Abiturientin                                |
| Slata Schneider                                           | 30                              | 19                              | Leipzig                         | Studentin (Jura)                            |
| Alina Enns                                                | 32                              | 21                              | Oberding                        |                                             |
| Ana Lea Feddersen                                         | 32                              | 22                              | Ostrohe                         | Kauffrau für audiovisuelle Medien           |
| Elisabeth Schmidt                                         | 32                              | 21                              | Grasbrunn                       |                                             |
| Indira Mölle                                              | 32                              | 20                              | Samswegen                       |                                             |
| * Stand der Angaben zu den Teilnehmerinnen: Staffelbeginn |                                 |                                 |                                 |                                             |
| ** Freiwillig ausgestiegen                                |                                 |                                 |                                 |                                             |
| *** Als Nachrücker in Folge 8 eingestiegen                |                                 |                                 |                                 |                                             |

## Professionisten
Den in der Staffel auftretenden Professionisten wird, innerhalb der jeweiligen Castingshow-Folge, eine bestimmte Funktion zuteil.
- Folge 1: Peter Dundas (Modedesigner und Gastjuror), Winnie Harlow (Gastjurorin)
- Folge 2: Elsa Hosk (Coach und Gastjurorin)
- Folge 3: Rankin (Fotograf und Gastjuror)
- Folge 4: Brian Bowen Smith (Fotograf), Yannik Zamboni (Modedesigner und Gastjuror)
- Folge 5: Alessandra Ambrosio (Coach und Gastjurorin)
- Folge 6: Vicky Lawton (Fotografin), Rebecca Mir (Gastjurorin)
- Folge 7: Christian Cowen (Modedesigner und Gastjuror), Elevator Boys (Shootingpartner und Gastjuroren)
- Folge 8: Coco Rocha (Coach und Gastjurorin)
- Folge 9: Sheryl Nields (Fotografin), Nikeata Thompson (Coach und Gastjurorin)
- Folge 10: Claudia von Brauchitsch (Interviewcoach), Alex Mariah Peter (Coach), Pia Kabitzsch (Psychologin), Ashley Graham (Coach und Gastjurorin)
- Folge 13: Yu Tsai (Fotograf), Angelina Jordan (Sängerin), Sofía Vergara (Gastjurorin)
- Folge 14: Kristian Schuller (Fotograf), Esther Perbandt (Designerin und Gastjurorin), Karolína Kurková (Gastjurorin)

## Einschaltquoten
| Folge | Datum (2023) | Zuschauer        | Zuschauer     | Marktanteil      | Marktanteil   | Quelle |       |
| Folge | Datum (2023) | Durchschnittlich | 14 – 49 Jahre | Durchschnittlich | 14 – 49 Jahre | Quelle |       |
| ----- | ------------ | ---------------- | ------------- | ---------------- | ------------- | ------ | ----- |
| 01    | 16. Feb.     | 1,73 Mio.        | 1,09 Mio.     | 7,3 %            | 19,9 %        | Quelle | [ 8 ] |
| 02    | 23. Feb.     | 1,85 Mio.        | 1,09 Mio.     | 7,1 %            | 18,4 %        | [ 9 ]  |       |
| 03    | 2. März      | 1,70 Mio.        | 0,96 Mio.     | 7,1 %            | 17,9 %        |        |       |
| 04    | 9. März      | 1,75 Mio.        | 1,02 Mio.     | —                | 17,3 %        | [ 10 ] |       |
| 05    | 16. März     | 2,24 Mio.        | 1,31 Mio.     | 9,5 %            | 23,5 %        | [ 11 ] |       |
| 06    | 23. März     | 1,91 Mio.        | 1,08 Mio.     | 8,1 %            | 20,3 %        | [ 12 ] |       |
| 07    | 30. März     | 1,61 Mio.        | 0,97 Mio.     | 6,8 %            | 18,4 %        | [ 13 ] |       |
| 08    | 6. Apr.      | 1,67 Mio.        | 0,96 Mio.     | 7,1 %            | 18,1 %        | [ 14 ] |       |
| 09    | 13. Apr.     | 1,59 Mio.        | 0,89 Mio.     | 6,5 %            | 16,6 %        | [ 15 ] |       |
| 10    | 20. Apr.     | 1,57 Mio.        | 0,83 Mio.     | 6,8 %            | 16,2 %        | [ 16 ] |       |
| 11    | 27. Apr.     | 1,60 Mio.        | 0,90 Mio.     | 7,1 %            | 17,6 %        | [ 17 ] |       |
| 12    | 4. Mai       | 1,61 Mio.        | 0,92 Mio.     | —                | 17,6 %        | [ 18 ] |       |
| 13    | 11. Mai      | 1,51 Mio.        | 0,85 Mio.     | 6,5 %            | 15,5 %        | [ 19 ] |       |
| 14    | 18. Mai      | 1,23 Mio.        | 0,62 Mio.     | 5,3 %            | 13,2 %        | [ 20 ] |       |
| 15    | 25. Mai      | 1,37 Mio.        | 0,73 Mio.     | 6,6 %            | 16,3 %        | [ 21 ] |       |
| 16    | 1. Jun       | 1,41 Mio.        | 0,68 Mio.     | 6,2 %            | 13,0 %        | [ 22 ] |       |
| 17    | 8. Jun       | 1,50 Mio.        | 0,62 Mio.     | 7,1 %            | 17,4 %        | [ 23 ] |       |
| 18    | 15. Jun      | 1,66 Mio.        | 0,84 Mio.     | 7,8 %            | 18,3 %        | [ 24 ] |       |